# 1996년 대한민국의 영화 목록
다음은 1996년에 개봉됐던 대한민국의 영화 목록이다.

## 목록
- 1996 뽕
- 7악동
- 96 옐로우 하우스
- 고스트 맘마
- 귀천도
- 그들만의 세상
- 깡패수업
- 꽃잎
- 나에게 오라
- 내일로 흐르는 강
- 너희가 재즈를 믿느냐
- 돼지가 우물에 빠진 날
- 드래곤 투카
- 러브 스토리
- 립스틱 짙게 바르고
- 맥주가 애인보다 좋은 7가지 이유
- 미지왕
- 박봉곤 가출사건
- 보스
- 본 투 킬
- 불륜의 바다
- 세 친구
- 아기공룡 둘리 - 얼음별 대모험
- 아마게돈
- 악어
- 알바트로스
- 어른들은 청어를 굽는다
- 언더그라운드
- 언픽스
- 에로스 2
- 에로엑스
- 여자가 타락하는 이유
- 여자일기
- 왕후 에스더
- 요화궁
- 유리
- 은행나무 침대
- 정글스토리
- 지독한 사랑
- 진짜 사나이
- 채널 식스 나인
- 축제
- 충무로 돈키호테
- 카루나
- 코르셋
- 콜렉터
- 킬링 게임
- 투 맨
- 투캅스 2
- 피아노 맨
- 하얀 노을
- 학생부군신위
- 헬로우 변강쇠
- 혼자뜨는 달
- 환희

## 참고 자료
- KOFIC 영화데이터베이스